# Каменецкая, Дина Семёновна
Ди́на Семёновна Камене́цкая (6 февраля 1918, Канев, Украина — 24 января 1991, Москва, СССР) — советский физик, доктор физико-математических наук.

## Биография
- Родилась в Каневе в семье преподавателя математики. В 1919 году, спасаясь от погромов, семья переехала в Екатеринослав (ныне Днепр). Отец — Семён Лейбович Каменецкий, основатель и директор Екатеринославской женской еврейской школы.
- В 1939 году окончила Физико-математический факультет Днепропетровского Государственного Университета (ныне Днепропетровский национальный университет имени Олеся Гончара).
- Начала свою научную деятельность в 1938 году на кафедре молекулярной физики ДГУ под руководством физика Виталия Ивановича Данилова.
- С 1939 года работала в Днепропетровском Физико-Техническом Институте, который был эвакуирован во время войны, а в 1944 году был преобразован в Институт металловедения и физики металлов Архивная копия от 3 декабря 2013 на Wayback Machine и вошел в состав Центрального научно-исследовательского института чёрной металлургии имени . П. Бардина в Москве, в котором она проработала до 1990 года.
- В 1946 году защитила диссертацию на соискание ученой степени кандидата физико-математических наук по теме «Влияние межмолекулярного взаимодействия на тип диаграмм состояния».
- В 1966 году защитила докторскую диссертацию на соискание учёной степени доктора физико-математических наук.

## Научная и просветительская деятельность
Д. С. Каменецкая является одной из заметных фигур, составляющих костяк школы физического металловедения, созданного академиком Г. В. Курдюмовым. Д. С. Каменецкой принадлежат пионерские работы в области расчетов диаграмм состояния бинарных систем. Научные интересы Д. С. Каменецкой затрагивали широкий круг проблем физики твердого тела, в частности, теорию фазовых переходов в сплавах, теорию кристаллизации, построение фазовых диаграмм с использованием экспериментальных и теоретических (в том числе, вычислительных) методов. Многочисленные научные труды Д. С. Каменецкой включали в себя как экспериментальные, так и теоретические исследования. Одним из важных направлений её научной деятельности было изучение свойств чистого железа и других металлов и сплавов. Технически чистое железо является основой огромного множества промышленных сплавов и является главным компонентом большинства магнитных материалов. Изучение чистого железа также имеет большое общенаучное значение в связи с тем, что многие космические тела (в том числе, метеориты, исследованием которых она также занималась) состоят из практически чистого железа. Д. С. Каменецкой принадлежит более ста печатных работ, в том числе монография.
Помимо научной деятельности, она занималась большой просветительской и преподавательской работой, она руководила аспирантами и написала несколько статей для различных энциклопедических и справочных изданий, в том числе для многотомных Большой Советской Энциклопедии (2-е издание) и Физической энциклопедии.
Будучи одной из немногих в её время женщин — докторов физико-математических наук, Д. С. Каменецкая была энциклопедически образована, владела пятью языками (идиш, русский, немецкий, английский, украинский). В 1949 году, во время кампании борьбы с космополитизмом и «физичесним идеализмом», Д. С. Каменецкая осмелилась отказаться от требования своего начальства выступить с обличением «идеалистических» воззрений Альберта Эйнштейна.

## Семья и близкие
Муж — Илья Лейбович Аптекарь, известный советский физик, автор ряда научных открытий (в том числе открытия критической точки в твердых телах), совместно с которым Д. С. Каменецкая написала несколько научных и энциклопедических статей.

## Список наиболее известных научных трудов
- Каменецкая Д. С., Пилецкая И. Б., Ширяев В. И. Железо высокой степени чистоты. — Металлургия, 1978. — УДК 669.12
- Аптекарь И. Л., Каменецкая Д. С. Диаграмма Состояния. // Физическая Энциклопедия в 5 тт. — М.: Издательство «Энциклопедия», 1988
- Каменецкая Д. С. Влияние межмолекулярного взаимодействия на тип диаграмм состояния. Диссертация на соискание ученой степени кандидата физ.-мат. наук. — М., 1946.
- Каменецкая Д. С. Анализ диаграмм состояния бинарных систем при переменном давлении. — ЖФХ, 1964. — Т. 38, #61. — С. 73—79.